# Одред извиђача „Црне роде” Панчево
Одред извиђача „Црне роде” једно је од удружења у Панчеву, налази се у улици Руђера Бошковића 33.

## Историјат
Одред извиђача „Црне роде” Панчево је основао данашњи старешина одреда Лејла Пуркар 23. јануара 2019. Назив је добио по заштићеној и реткој врсти птица која се понекад могу видети и у атарима око Панчева.
Након оснивања Одреда је основан и Меморијални вишебој „Александар Аца Станковић” назван по бившем извиђачу који је преминуо у двадесет и четвртој години од леукемије. Меморијали су одржани 23. јануара 2019, 26. јануара 2020, 31. јануара 2021, 29. јануара 2022, 28. и 29. јануара 2023. и 3. и 4. фебруара 2024.

## Чланство
Сви заинтересовани појединци могу постати извиђачи, а бити извиђач за њих значи волети природу, боравити у њој, упознавати је и користити на начин који је неће оштетити. Деца у извиђачима уче да се друже и буду равноправна, да се снађу у природи и како да је чувају, како безбедно да подигну шатор и запале ватру и многе друге вештине, а након одређеног времена проведеног у одреду дају извиђачко обећање и добијају извиђачку мараму која је универзални симбол извиђача и препозната је широм света.
Деца од шест до једанаест година припадају категорији „Пчелица и полетараца”, од једанаест до петнаест „Млађим планинкама и извиђачима” и од петнаест до деветнаест година „Старијим планинкама и извиђачима”. „Млађи брђани и брђанке” су чланови од деветнаест до тридесет година, а чланови старији од тридесет су у категорији „Брђана и брђанки”.

## Активности
Сваке суботе се чланови одреда састају у холу Основне школе „Мирослав Мика Антић” Панчево, састанци трају по сат времена, а радионице по два или три сата. Коришћење мобилних телефона и друге технологије је строго забрањено, осим у ретким случајевима када је то неопходно.
Једном годишње организују седмодневни табор у Чуругу, на обали Тисе, у сарадњи са Одредом извиђача „Суботица” и Одредом извиђача „Чича Јанко” из Перлеза и тродневни бивак на Поњавици. Године 2022. су организовали бивак под називом „Буди извиђач, Поњавица 2022” где су старији основци направили осматрачницу, а млађи њену макету. Организовали су радионицу „Извиђачи за Панчево учимо, делимо, чувамо” 8. октобра, еко базу на Тамишу, радионице „Пролазак кроз минско поље” и „Прављење коферчета прве помоћи” 21. октобра и „Направи наруквицу, научи чворове и направи пакетић” 2. децембра 2023. Од 11. до 14. априла су учествовали на пролећном табору на Тари, од 22. до 31. јула на Смотри Савеза извиђача Србије у Зајечару, а од 1. до 12. августа 2023. на Светској извиђачкој смотри у Кореји.
Учествују на разним такмичења која се одржавају у различитим градовима нека од њих су Оријентационо такмичење „Чочетово ноћно организовано тумарање” (ЧНОТ) 2023. године у Пионирском граду где су освојили треће место, Ноћно оријентационо такмичење (НОТ) у Белој Цркви и друга.